# Kup Crne Gore u vaterpolu 2006./07.
Kup Crne Gore u vaterpolu 2006/07. je bilo prvo povijesno natjecanje za kup Crne Gore u vaterpolu.

## Natjecateljski sustav
Nije bio tipični kup-sustav, nego se igralo tri turnira.
Turniri su se igrali u Kotoru od 15. do 19. studenoga 2006., Herceg-Novome od 6. do 10. prosinca 2006. te Budvi od 17. do 21. siječnja 2007.
Najbolji nakon tri kruga su igrali završnicu.

## Rezultati
Konačna ljestvica nakon tri turnira:
```
Mj.  Klub          Ut Pb  N Pz Ps:Pr Bod
1. 
Jadran (HN)
     12 10  1  1  .:.  
31

2. 
Budv.rivijera
   12  8  1  3  .:.  
25

3. 
Primorac
        12  7  2  3  .:.  
23

4. 
Bijela
          12  2  1  9  .:.  
7

5. 
Val
             12  0  1 11  .:.  
1
```

Završnica se igrala u dva susreta. Pravo sudjelovanja u završnici su izborili hercegnovski "Jadran" i "Budvanska rivijera" iz Budve.
Budva, 1. veljače
Budvanska rivijera - Jadran 7:11

Herceg-Novi, 3. veljače

Jadran - Budvanska rivijera 7:6
Osvajači kupa Crne Gore su vaterpolisti hercegnovskog "Jadrana".